# Иншан
 Тази статия е за планината в Китай.  За храма в Тайван вижте Иншан (храм).  
Иншан (на китайски: 陰山; на пинин: Yīnshān) е планински система в Северен Китай, в автономния регион Вътрешна Монголия, простираща се северно и североизточно от големия завой на река Хуахъ. Състои се от редица кулисообразно разположени хребети хребети: Ланшан (Хара Нарин, 2109 m), Шейтън Ула (2230 m), Улашан (2350 m), Дациншан (2850 m), Хуанхуашан (1915 m), Хъншан (2241 m), Сяутайшан (2507 m) и др., разделени от планински долини. Общата дължина на системата е около 650 km от запад на изток. Северните склонове на хребетите са предимно полегати, а южните – стръмни. Изградена е основно от древни кристалинни скали (гранити, гнайси). Разработват се големи находища на каменни въглища (град Шигуайгоу) и железни руди (град Баян Обо). Най-високите части на южните склонове са заети от планински степи, в дефилетата са се съхранили малки борови и брезови горички, по долините на реките – лавролистна топола, а долните части на северните склонове са заети от полупустини. В източният край на хребета Дациншан е разположен град Хоххот, административен център на Вътрешна Монголия, а на южното му подножие, на брега на река Хуанхъ – град Баотоу.